# Пагане
Пагане (Петрич, 15. април 1986) бугарска је поп-фолк певачица.

## Дискографија

### Албуми
- (2001)

### Спотови
| Спот      | Година |
| --------- | ------ |
| Сензация  | 2000   |
| Принцове  | 2001   |
| Как искам | 2001   |